# Marian Miluț
Marian Petre Miluț (n. 29 decembrie 1955, Craiova, jud. Dolj, România) este un politician, inginer și om de afaceri român. S-a remarcat prin activitatea sa în calitate de președinte al Uniunii Naționale a Patronatului Român (UNPR), prin aproprierea de Partidul Popular European și prin intensa activitate de popularizare și modernizare a structurilor IMM-urilor românești. Până în 2010 a ocupat funcția de președinte al Partidului Național Țăranesc Creștin-Democrat și de președinte al Uniunii Naționale a Patronatului Român.

## Activitate profesională
- 1971-1975 urmează cursurile Liceului Nicolae Bălcescu din Craiova
- 1980 absolvă Facultatea de Automatizări și Calculatoare din Craiova
- 1980 – 1981 – Inginer IAMSAT București

Inițierea Laboratoarelor Electronice pentru Centrala nucleară de la Cernavodă
- 1981 – 1982 – Inginer Sistem Hewlett Packard România

Service pentru sistemele industriale de procesare asistată pe calculator
- 1982 – 1993 – Șef atelier teritoriu IRUC

Introducerea sistemelor internaționale de service pentru echipamentele de calcul
- 1986 – 1987 – Germania – Robotron, Siemens
- 1991 - 1993 – Director General METAR INT’L (joint-venture româno-american)

Implementarea sistemului informatic pentru Trezoreria României 
Corelarea sistemelor informatice ale companiilor germane cu sisteme de calcul românești
- 1992 – 1993 – USA – California, SUN, Rockwell, Mitsubishi

Tehnologii de comunicații informatică 
- 1993 – 1994 – USA – New York, Business Plan, World Trade Center

Marketing bursă și tranzacții
- 1994 – 1997 – USA – Atlanta, Ro-Merica Inc

Implementarea sistemelor de proces medicale în România
- 1998 – Universitatea Cambridge U.K.

Cursuri de dialog social și relații instituționale
- 1997 – 1999 – Consultant al Băncii Mondiale pentru România

Conferințe, dezbateri, sesiuni de lucru
- 2000 – 2002 – Profesor asociat la Colegiul Național de Apărare

Teme abordate: problemele socio-economice ale României în perspectiva integrării în NATO
- 1998 – prezent – Președinte al Consiliului de Administrație al Prefab
- 1993 - prezent – Președinte al SC Romerica Internațional SRL

## Titluri si medalii
- 1984 - Maestru al sportului la șah
- 1985 - Campion al Municipiului București la șah
- 1985 - Maestru FIDE, Paris, Federația Internațională de Șah
- 1999 - Cetățean de onoare al Municipiului Călărași
- 29 decembrie 2000 – Ordinul Național pentru Serviciu Credincios în grad de comandor
- 17 mai 2002 – Membru mirean în Adunarea Eparhială a episcopiei Sloboziei și Călărașiului. Reales în anul 2006 pentru încă 4 ani.
- 07 iulie 2003 – Ordinul Crucea Patriarhală
- 15 decembrie 2005 – Premiul EuroMarket Award 2005 pentru contribuția la restructurarea și întărirea sectorului industrial și privat din România
- 21 aprilie 2006 – Cetățean de onoare al Municipiului Oltenița
- 15 iunie 2006 – Membru de onoare al Asociației Foștilor Deținuți Politici din Județul Brașov
- 16 octombrie 2009 – Crucea Casei Regale a României, prin ordinul Majestatii Sale Regelui Mihai I

## Activitatea socială de interes național, activitate patronală
- Membru fondator UGIR 1903
- 1997 – 2002 – Vicepreședinte al UGIR 1903
- Co-președinte al Confederației Patronatului din Europa (Palatul Parlamentului, decembrie 1997)
- 1998 – 1999 – Vicepreședinte al Consiliului Economic și Social
- promovarea proiectelor de lege a proprietății
- 2002 – prezent – Președinte Uniunea Națională a Patronatului Român.
- Aplicarea Programului Transfrontalier România – Bulgaria pentru dezvoltare durabilă.
- 30 mai 2005 – Dezbaterea pe tema reabilitării sistemului energetic din România. Apariția broșurii „Reabilitarea sistemului energetic din România. Costuri și Beneficii”.
- 13 – 17 iunie 2005 – Organizarea, împreună cu Ministerul Apărării Naționale și ORNISS a celei de-a 26-a plenare a  SC/4 INFOSEC a NATO.
- 07 octombrie 2005 – Organizarea Conferinței Internaționale a IMM-urilor – “România la porțile integrării – Condiții mai bune pentru IMM-uri”.
- 6 decembrie 2005 – Deschiderea oficială a sediului UNPR la Bruxelles.
- Decernarea premiilor de excelenta ale UNPR in cultura – 18 decembrie 2005.
- 1 februarie 2006 – Semnarea acordului de colaborare între UNPR și Confederația Națională a Patronatelor din Republica Moldova.
- Mai 2006 – Semnarea Contractului Colectiv de Muncă Unic, la nivel de ramură Mass-Media pentru perioada 2006 – 2007.
- Mai 2006 – Deschiderea biroului UNPR la Chișinău, în baza acordului de colaborare semnat între UNPR și Confederația Națională a Patronatelor din Republica Moldova.
- 3 iunie 2006 – Conferința Națională a U.N.P.R. - reales în funcția de Președinte al Uniunii Naționale a Patronatului Român. Prezentarea bilanțului UNPR la 15 ani de activitate.
- 7 octombrie 2006 – Conferința Internațională cu tema „România, nou stat membru al Uniunii Europene. Condiții mai bune pentru IMM-uri” – organizată în colaborare cu Uniunea Europeană a Întreprinderilor Mici și Mijlocii a Partidului Populat European.
- 09 iunie 2007 – Consiliul Național al UNPR, având ca temă „Fondurile structurale și de coeziune – premisă a dezvoltării mediului de afaceri din România”.
- 19-20 iunie 2008 – Congresul Anual al EBC cu tema: “Viitorul Pieței Europene pentru IMM-urile din Sectorul Construcțiilor”.
- 19 mai 2009 – Lansare carte UNPR “Un nume pentru România”.
- 21 iulie 2009 – numit Vicepresedinte al SME Union, patronatul Partidului Popular European.
- 29 iunie 2011 – numit Co-Presedinte al SME Union, patronatul Partidului Popular European.

## Activitatea politică
- 2002 – 2003 – Președinte al asociației civice Acțiunea Populară.
- 2005 – 2010 - Președinte al Consiliului Național de Conducere al PNȚCD.
- 2006 – Președinte al Alianței pentru Dezvoltarea economică a României – ADER.
- 21.01.2007 – 21.05.2010 – Președinte al Partidului Național Țărănesc Creștin și Democrat (PNȚCD)
- 14.05.2007 – numit ca membru în Board-ul Director al SME Union, patronatul Partidului Popular European. (SME Union of the PPE)
- 2009 – 2011 -  Vice președinte al SME Union, Patronatul Partidului Popular European.
- 2011 – numit Co-Președinte al SME Union, Patronatul Partidului Popular European.